# Пітер Ебдон
Пітер Ебдон (англ. Peter Ebdon; нар. 27 серпня 1970, Кеттерінг, графство Нортгемптоншир, Англія) — англійський професійний гравець у снукер.
Чемпіон світу 2002 року, фіналіст 1996 і 2006 років; переможець 12 інших професійних турнірів. На рахунку Ебдона вже 300 сенчурі-брейків — це п'ятий показник за всю історію гри. Крім того, впродовж останніх 16 років він стабільно входив до Топ-16 світового рейтингу. Всі ці досягнення дозволяють віднести його до числа найбільш титулованих та успішних снукеристів початку XXI століття. За свій ґрунтовний підхід до гри і міцний характер Ебдон отримав прізвисько «Сила».

## Біографія
Пітер Ебдон народився 1970 року в містечку Кеттерінг (недалеко від Лондона). Його батько працював в крикет-клубі графства Суррей, а сам Пітер виступав за свою школу — Highbury Grove School (Highbury Grove School) на змаганнях з цієї гри — але це було ще до того, як він почав займатися снукером. Також Пітер вивчав латинську і давньогрецьку мови (хоча в підсумку не став складати іспити з цих предметів) та захоплювався класичною музикою (зокрема, грав на гобої).
Пітер вперше побачив гру в снукер по телебаченню у віці 8 років та спостерігав за матчем, в якому Террі Гріффітс став чемпіоном світу. Сам він почав грати в 14 років, що достатньо пізно для цієї гри, але вже незабаром став членом клубу Кінгс Кросс. Вже в 15 з половиною років Ебдон остаточно вирішив почати свою кар'єру снукериста та відмовився від подальшої шкільної освіти, про що заявив батькам. Пізніше в одному з інтерв'ю він сказав: «Як батька, мене б не порадувало, якби хтось із моїх дітей вирішив так само. Тепер я розумію, через що тоді змусив пройти своїх батьків і чому вони протестували. І все ж я знав, чого хочу і віддавав усього себе досягненню вершин в обраній мною сфері».
Вже на початку своєї любительської кар'єри у Пітера з'явився перший спонсор — Нік Меланаркітіс, який оплачував усі його витрати, пов'язані з виступом на різних змаганнях, і, відповідно, отримував свою частку від грошей, які Ебдон заробляв перемагаючи на турнірах. З 17 до 19 років Пітер представляв Англію на всіляких юніорських та аматорських змаганнях, а вже 1991 року, після перемоги на чемпіонаті світу серед гравців до 21 року, він розпочав свою професійну кар'єру.
Раніше, у віці 18 років Ебдон зі своїми батьками переїхав з рідного Кеттеринга до Веллінгборо. 1993 року він одружився з уродженкою Канади Деборою. Він має чотирьох дітей від цього шлюбу: Кларисса (н. 1993), Трістана (1997), Ітан (1998) і Рубі Мей (2000). З середини 1990-х Пітер почав захоплюватися розведенням скакових коней, а 2005 року він з родиною залишив Велику Британію та оселився в Дубаї (ОАЕ), хоча достатньо часто відвідував цю країну вже протягом 12 років. Причинами зміни проживання стали — з одного боку, підвищення податків у Британії, з іншого — кращий клімат та менший рівень злочинності в Дубаї. Ебдон, який прожив 16 років у шлюбі з Деборою, розлучився з нею 2009 року за взаємною згодою. Невдовзі після розлучення він переїхав з Дубаї до Будапешта (де й проживає нині), а у серпні 2010 вдруге одружився.
Не припиняючи виступів, Пітер Ебдон впродовж деякого часу займався адміністративною діяльністю в WPBSA, а також допомагав молодим та перспективним снукеристам (особливо з Китаю) поліпшувати їхню гру. Зокрема, він допомагав юному Дін Цзюньхуею розкривати свій потенціал.
Хоча останнім часом Пітер Ебдон не має тренера, він зізнається, що свого часу багато чому навчився у знаменитого Стіва Девіса. Раніше Ебдон працював з бельгійським фахівцем Крісом Генрі. Менеджером англійця є Кіт Воррен, який крім цього працює директором відомої академії снукера в Шеффілді. Пітер тренується у клубі «Wellingborough Snooker Centre» та часто відвідує Шеффілдську академію.
2009 року Пітер підписав спонсорський контракт з компанією 110sport. І сам гравець, і представники цієї компанії залишилися задоволені угодою. Ебдон, зокрема, сказав: «Мені запропонували контракт ще перед початком минулого сезону, але через невизначеність з особистим життям мені було не до того. Я радий, що моїми справами займатиметься команда 110sport. Вони професіонали своєї справи і я дуже сподіваюся на співпрацю з ними». А 12 квітня 2010 Ебдон дав велике інтерв'ю в прямому ефірі на радіо «Sheffield Live».

## Юніорська та любительська кар'єра
Свого часу Пітер був одним з найкращих юніорів Англії — у віці шістнадцяти років він виграв аматорський турнір National Handicap. У наступні кілька сезонів Ебдон лише зміцнював свої позиції на аматорській арені. Він регулярно перемагав на різних змаганнях серії Pro-Аm (професійно-аматорські). Найбільшим турніром, який підкорився талановитому англійцю, був престижний Pontins Open — там 1989 року Пітер обіграв свого майбутнього суперника по мейн-туру Кена Доерті. У тому ж сезоні він виграв ще одне змагання — Rothmans Amateur championship (за це досягнення він отримав 7500 фунтів стерлінгів). Наступним великим успіхом для Ебдона стала перемога на чемпіонаті світу серед гравців до 21 року (турнір проходив в Австралії). Він продовжував перемагати в сезоні 1990/91 і, врешті-решт, був запрошений до мейн-туру.

## Професійна кар'єра (1991 — нині)

### Дебют
Пітер Ебдон став професіоналом, коли йому було 23. В дебютному сезоні він зумів кваліфікуватися на Гран-прі та чемпіонат світу. На Гран-прі він на круговому етапі виграв всі свої матчі та навіть був близький до максимального брейка. Ебдон вибув з турніру в 1/8 фіналу, що, втім, не завадило йому потрапити до вісімки найсильніших на світовій першості. Там він у першому раунді завдав відчутної поразки шестиразовому чемпіону турніру Стіву Девісу з рахунком 10:4. Більш того, він дістався до чвертьфіналу, поступившись лише Террі Гріффітсу — 7:13. За підсумками того сезону він став 47-м в рейтингу, і організація снукера WPBSA визнала англійця найкращим молодим гравцем року.

### Сезон 1992/1993
У сезоні 1992/93 найкращими досягненнями Пітера Ебдона стали кілька потраплянь до 1/8 фіналу на різних змаганнях, а на чемпіонаті світу він в 1/16-й програв Стіву Девісу з рахунком 3:10. Попри свої скромні результати, Ебдон порадував публіку серіями в 147 на чемпіонаті Великої Британії та Strachan Challenge. Крім того, він встановив рекорд за кількістю сенчурі у матчі до п'яти перемог — 4. А в рейтингу англієць піднявся до 21 місця — це було відмінне досягнення, оскільки мало хто окрім самого англійця зміг впродовж двох стартових сезонів потрапити до Топ-32.

### Сезон 1993/1994
Свою першу перемогу на рейтинговому турнірі Ебдон оформив у наступному сезоні. Він виграв Гран-прі, обігравши у фіналі Кена Доерті з рахунком 9: 6. Також йому вдалося дійти до півфіналу Dubai Classic і чвертьфіналів Мастерс  та Відкритого чемпіонату Уельсу. Однак на чемпіонаті світу Пітер виступив невдало: у першому ж раунді він програв тайцеві Джеймсу Ваттані, 6:10. За підсумками того сезону Ебдон вперше потрапив до шістнадцяти найсильніших — він став десятим.

### Сезон 1994/1995
Пітер розпочав сезон 1994/95 з фіналу в Дубаї. Цікаво, що на шляху до цього досягнення він виграв у таких сильних гравців, як Денніс Тейлор та Ронні О'Салліван. Але у вирішальній зустрічі Алан Макманус переміг Ебдона. Фінальний рахунок був 9: 6 не на користь англійця. На Гран-прі Пітер не зумів захистити свій титул, несподівано програвши в 1/8-й маловідомому Джиммі Мікі. Зате він вийшов до 1/2 на чемпіонаті Британії, і там лише у вирішальній партії поступився Стівену Хендрі — 8:9. На Мастерс Ебдон також потрапив до півфіналу, однак, у довгому та важкому протистоянні поступився Ронні О'Саллівану з рахунком 4: 6. На відкритому чемпіонаті Уельсу він знову зупинився за крок від фіналу, на шляху втретє за сезон вигравши у Денніса Тейлора. Трохи невдало Ебдон виступив на наступному турнірі — International Open. Там Пітер дійшов всього лише до 1/8 фіналу де програв Стіву Девісу. Сам Девіс після матчу зазначив, що Пітер дуже сильний і в найближчому майбутньому може стати чемпіоном світу. Далі, в Таїланді Ебдон переміг Джона Гіггінса, 5:2, і з таким самим рахунком виграв у Кена Доерті, але у чвертьфіналі поступився О'Саллівану — 1:5. А в березні Ебдон записав на свій рахунок нерейтинговий Irish Masters, перемігши у фіналі Стівена Хендрі з рахунком 9: 8. На British Open він без зусиль пройшов перші два кола, проте потім програв Джеймсу Ваттані, 3:5. І, нарешті, на чемпіонаті світу англієць потрапив до вісімки найсильніших. Попри те, що цей сезон Ебдон провів достатньо стабільно, він так і залишився на десятій сходинці у світовому табелі про ранги.

### Сезон 1995/1996
У сезоні 1995/96 англієць показав чи не найкращу гру — він шість разів виходив до фіналів різних змагань і два з них (Pontins Professional і Malta Grand Prix) виграв. На нерейтинговому турнірі на Мальті (місцевий Гран-прі) у фіналі він зламав опір Хіггінса — 7:4. В інших зустрічах він грав переважно з Хендрі (три фінали) і щоразу програвав йому. Не був винятком й чемпіонат світу: на ньому Ебдон у фінальному матчі поступився шотландцеві з рахунком 12:18, хоча спочатку лідирував 3: 1 і 4: 2. За підсумками того сезону Ебдон зайняв рекордне для себе 3-е місце.

### Сезон 1996/1997
В сезоні 1996/97 англієць продовжив свою переможну серію, проте вже не так вдало. Він виграв ще два турніри: Scottish Masters та Thailand Open, але разом з тим в трьох поспіль змаганнях Пітер не зміг пробитися далі першого кола, а на першості світу екс-фіналіст вже в 1/16-й програв нідерландцеві Стефану Мазроцісу, 3:10. Однак, завдяки двом півфіналам та чвертьфіналам на інших турнірах, Ебдон зайняв цілком прийнятну п'яту позицію в рейтингу.

### Сезон 1997/1998
На стартовому турнірі — Гран-прі — Пітер знову оступився на першому етапі. Цього разу його суперником був Джонатан Берч, і він виграв у Ебдона з рахунком 5: 3. На чемпіонаті Великої Британії Ебдон досяг третього раунду та поступився Джейсону Принсу, 5:9. Він також потрапив до півфіналу Welsh Open і чвертьфіналів чемпіонату світу і Thailand Open. Але якщо на ЧС Пітер у боротьбі поступився Марку Вільямсу — 11:13, то в Таїланді він «під нуль» програв Джону Перроту. У світовому рейтингу він опустився ще на два пункти і став сьомим. Можливо, ці відносні невдачі були пов'язані з тим, що у Ебдона з'явилася сім'я і нове захоплення — розведення скакових коней.

### Сезон 1998/1999
1998 року Ебдон все ж таки потрапив до 1/4 фіналу на Гран-прі, але програв молодому та талановитому гравцеві з Гонконгу — Марко Фу, 3:5. А потім, протягом практично всього що залишився сезону англієць ні разу не зумів потрапити навіть до чвертьфіналу. Єдиним винятком став British Open — там Ебдон в 1/4-й поступився ірландцю Фергалу О'Брайєну з рахунком 4: 5. На світовій першості Пітера вже в першому колі обіграв Меттью Стівенс. У підсумку за ці півтора року він не добився великих перемог, через що й відкотився до 13-о місця у світовому рейтингу снукеристів.

### Сезон 1999/2000
Справи в Ебдона покращились у наступному сезоні, коли він досяг фіналу British Open. Тоді його суперником був Стівен Хендрі. Пітер відмінно почав матч, повівши в рахунку 3: 0, проте не зумів утримати таку перевагу й програв із загальним рахунком 5: 9. У Кардіффі, на місцевому турнірі англієць дійшов до півфіналу, але в боротьбі за фінал поступився Гіггінсу, 4:6. На всіх інших змаганнях, включаючи чемпіонат світу, він вибував на ранніх стадіях. Тим не менш, за підсумками того сезону Ебдон піднявся на одне місце і став дванадцятим у світовій табелі про ранги.

### Сезон 2000/2001
У сезоні 2000/01 Пітер Ебдон завоював титул чемпіона British Open, вигравши у фіналі у Джиммі Вайта з рахунком 9: 6. Він також переміг на турнірі Scottish Open — тоді у фіналі Пітер виграв у Доерті. Однак на більшості інших рейтингових змагань англієць досягав максимум 1/8 фіналу. Лише на Irish Masters він дійшов до 1/2-ї, а на чемпіонаті світу до чвертьфіналу. Серед нерейтингових турнірів можна було виділити 1/4 фіналу на Мастерс і 1/2 на Champions Cup. У рейтингу Ебдон майже вдвічі поліпшив свою позицію — він став сьомим.

### Сезон 2001/2002
На Scottish Masters 2001 Пітер вже у першому раунді поступився Марко Фу з рахунком 2: 5. Він потрапив до вісімки найсильніших на наступному турнірі — British Open. Перші два кола Ебдон подолав у впертій боротьбі, але потім програв Марку Кінгу 0:5. Потім Ебдон став фіналістом LG Cup, поступившись у фіналі Стівену Лі 4:9. На European Open Пітер знову оступився в першому матчі, але зате він зумів дійти до чвертьфіналу на чемпіонаті Великої Британії, лише у вирішальному фреймі програвши Ронні О'Саллівану. Ще один чвертьфінал став невдалим для нього на Мастерс: Там Пітер, також у вирішальній партії, все-таки пропустив уперед майбутнього переможця турніру Пола Хантера. Точно з таким самим результатом він завершив свій виступ і на Welsh Open: і тут англієць знову поступився Хантеру. Потім він вийшов до фіналу запрошувального турніру Irish Masters, але був переможений Хіггінсом, 3:10. А на китайському турнірі Ебдон вже в 1/16 не зміг впоратися з австралійцем Квінтеном Ханном, і програв тому з рахунком 3: 5.
На завершальному змаганні сезону Пітер Ебдон все-таки домігся своєї мрії. У фінальному матчі чемпіонату світу він зустрівся зі Стівеном Хендрі і в довгому, виснажливому поєдинку взяв гору над шотландцем — 18:17. До останнього удару було неясно, хто забере собі титул, адже і Пітер, і Стівен сильно нервували, але фінальна серія Ебдона з 59 очок стала вирішальною в матчі. Пітер зробив те, що йому ще 1995 року передрікав Стів Девіс — став чемпіоном світу. Після цього тріумфу він удруге за кар'єру посів третє місце в офіційному рейтингу. Крім того, Ебдона було визнано найкращим гравцем року за версією WPBSA.

### Сезон 2002/2003
Сезон 2002/03 Пітер провів не так добре, як попередній, про що свідчать його результати. Він досяг півфіналів на чемпіонаті Великої Британії й European Open, а також двох чвертьфіналів інших турнірів, але не зміг захистити титул чемпіона світу, програвши в 1/4-й Хантеру, і опустився до сьомої сходинки у рейтингу.

### Сезон 2003/2004
У наступні півтора року спад у грі Ебдона продовжився, але численні невдачі йому вдалося скомпенсувати перемогою на Irish Masters — тоді Пітер обіграв Марка Кінга з рахунком 10:7, і півфіналом на Player's Championship. На світовій першості англієць показав не найкращу гру, в першому раунді поступившись Яну Маккалоху 8:10. За результатами сезону 2003/04 Ебдон виявився 8-м номером.

### Сезон 2004/2005
2004 року англієць вийшов до 1/8 Гран-прі та чемпіонату Великої Британії, а трохи пізніше став півфіналістом на Уемблі. На Welsh Open-2005 Ебдон спочатку виграв у Джо Перрі та Девіда Грея, проте в 1/4 несподівано поступився Баррі Гокінсу. У Портомасо, на Кубку Мальти, Пітер знову зупинився на стадії 1/8 фіналу. На наступних же двох змаганнях він взагалі не пройшов стартові матчі. На завершальному турнірі сезону, чемпіонаті світу, він в 1/16 обіграв Квинтена Ханна — 10:2, а потім переміг Стівена Лі з рахунком 13:9. В 1/4-й Пітер зіткнувся з чинним чемпіоном О'Салліваном, і видав один з найкращих своїх матчів. Після десяти фреймів рахунок був 8: 2 на користь Ронні О'Саллівана, але Ебдон почав повільно відіграватися. Настільки повільно, що буквально дратував Ронні. Знервований стан суперника був потрібний Ебдону, і він вирішив застосовувати свій вкрай повільний стиль гри для перемоги. Зрештою, матч завершився далеко після опівночі, і Ебдон виграв з рахунком 13:11. У півфіналі на нього чекав гравець з кваліфікації — Шон Мерфі. Мерфі протягом всього турніру демонстрував незвично сильну для «кваліфая» гру, і виграв у Пітера з рахунком 17:12, а згодом і став чемпіоном світу. Після цього сезону Ебдон так і залишився сьомим.

### Сезон 2005/2006
2005 року Пітер разом зі своєю родиною (дружиною Деборою та чотирма дітьми) переїхав до Дубаю. Той переїзд, втім, не завадив продовженню його кар'єри: Ебдон як і раніше виступав на різних змаганнях. На новому турнірі — Трофей Північної Ірландії — він у дебютному матчі всуху програв Алану Макманусу. На двох наступних змаганнях Ебдон досягав стадії 1/8 фіналу, а далі, на турнірах у Китаї та Мальті він не зумів навіть подолати перше коло. Трохи краще справи йшли і в Уельсі: там Пітер зупинився на стадії шістнадцяти найсильніших. Більше того, двічі Ебдон програвав своїм суперникам «під нуль».
Зате на чемпіонаті світу Пітер утретє потрапив до фіналу, на шляху здолавши чинного чемпіона Мерфі. Особливо варто виділити півфінальний матч Ебдона проти Фу — Пітер вів 15:9, але в підсумку виграв лише з рахунком 17:16, і в прямому сенсі зі сльозами на очах приймав поздоровлення. Це був дуже важкий у психологічному плані матч, і тому не дивно, що у фіналі він не зміг виграти у Грема Дотта. Хоча Пітеру вдалося затягнути гру всілякими відіграшами, кубок чемпіона зрештою дістався Грему. 18:14 — з таким рахунком завершився фінал. А за підсумками сезону англієць став шостим.

### Сезон 2006/2007
Сезон 2006/07 Пітер почав не дуже вдало: вже на першому рейтинговому турнірі він програв в 1/16 фіналу Домініку Дейлі, 3:5. На Гран-прі, який з недавнього часу став проводитися в Абердині, Ебдон навіть не зміг вийти зі своєї підгрупи, яка здавалася достатньо легкою за складом. Але вже на наступному змаганні, чемпіонаті Великої Британії, Пітер показав незвичний для себе атакувальний снукер і в підсумку виграв турнір. У фіналі він переміг Стівена Хендрі, і цей титул став десятим у його професійній кар'єрі. Ебдон ледь-ледь не потрапив до фіналу і на наступному змаганні — Кубку Мальти: в 1/2-й він поступився валлійцеві Райану Дею — 3: 6.
На відкритих чемпіонатах Уельсу та Китаю Ебдон в першому колі програвав Дейву Гарольду і Джо Свейлу відповідно. На чемпіонаті світу в Шеффілді Пітер Ебдон спершу виграв у Найджела Бонда, 10:7, проте потім віддав перемогу Марку Селбі, 8:13. Рахунок зустрічі не відбивав ходу гри, оскільки впродовж всього матчу йшла рівна та завзята боротьба, а в останньому фреймі Пітер підійшов до столу вже при необхідних чотирьох снукерах. Тим не менш, Селбі пройшов далі, а Ебдон за результатами сезону став сьомим.

### Сезон 2007/2008
У сезоні 2007/08 англієць вибув на стартовому Шанхай Мастерсі в першому раунді, програвши Дейву Херольду, 3:5. На Гран-прі Ебдон провів на високому рівні всі п'ять матчів у відбірковій групі, вигравши всі з них. Він ледь не повторив максимальний брейк Тома Форда в 1/8 фіналу, але помилився на простому рожевому за рахунку 134. У чвертьфіналі він грав з Мерфі і в довгому матчі все ж поступився йому, 3:5. На Northern Ireland Trophy ситуація повторилася: Ебдон знову програв з таким самим рахунком, на такому ж етапі і тому самому супернику.
На чемпіонаті Британії в 1/16 фіналу Пітер поступився Маккалоху з рахунком 8: 9, втративши шанси на захист свого торішнього титулу вже в першому матчі. Не зумів він далеко пройти і на Мастерс — там Ебдон, спершу вигравши у Райана Дея 6:4, у чвертьфіналі програв Стівену Лі — 1:6. А на наступних двох турнірах він і зовсім вибув у першому раунді. На China Open Пітер дійшов до 1/8 фіналу, але потім поступився Марку Вільямсу з рахунком 2:5.
Чемпіонат світу Ебдон розпочав із зустрічі з молодим Джеймі Коупом, якого він трохи ранішу переміг у Китаї. Цього разу Ебдон також виграв у нього — 10:9. Потім англієць зіграв з Марком Кінгом та виграв і у нього, 13:9, хоча цьому результату багато в чому посприяв сам Кінг — він сильно нервував. В 1/4-й Ебдон поступився Алістеру Картеру 9:13, а Картер по ходу матчу зробив максимальний брейк. За підсумками цього сезону Ебдон опустився на три рядки та зайняв 9-е місце в офіційному рейтингу.

### Сезон 2008/2009
У сезоні 2008/09 Ебдон не показав значних результатів, хоча і виграв China Open. На чемпіонаті світу він програв в 1/16-й Найджелу Бонду — 5:10. У світовому рейтингу Пітер опустився одразу на п'ять рядків, і зайняв найгірше за останні п'ятнадцять років місце — 14-е. Варто відзначити неприємний випадок на Northern Ireland Trophy 2008 — тоді Ебдон в першому колі програв Ляну Веньбо з Китаю 0: 5, показавши відверто погану гру. Після цього матчу його запідозрили у здачі матчу, проте комісія з розслідування цієї справи та організація WPBSA, членом правління якої в той час був і сам Пітер, не винесла жодного рішення щодо цієї справи, пояснивши це тим, що виявлених доказів недостатньо і вони не перевищують рамки «розумного сумніву».

### Сезон 2009/2010
У сезоні 2009/10 Ебдон загалом повторив свої досягнення недавнього минулого — на жодному турнірі він не дійшов навіть до півфіналу. На Гран-прі та Мастерс він досяг чвертьфіналу, на чемпіонаті Британії 1/8-ї, а в Шанхаї та Ньюпорті не подолав перше коло.
На China Open 2010 Пітер, який захищав свій торішній титул, дійшов до чвертьфіналу, програвши у матчі за вихід до 1/2 Дін Цзюньхуею — 2: 5.
Завершуючи сезон, на чемпіонаті світу Ебдон у прогнозовано найбільш напруженому матчі першого раунду поступився майбутньому фіналісту Грему Дотту з рахунком 5:10 і, як результат, опинився за межею топ-16. Таким чином, частину турнірів наступного сезону Пітер був змушений починати з кваліфікації.

### Сезон 2010/2011

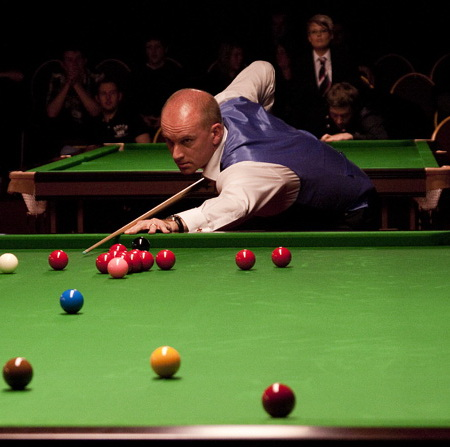
Peter Ebdon, 2010

У новій міні-рейтинговій серії турнірів Players Tour Championship Ебдон показав низькі результати, жодного разу не пройшовши навіть до чвертьфіналу; в аналогічній «європейській» частині серії його найкращим результатом став вихід до вісімки найсильніших. На Шанхай Мастерс 2010 він програв в 1/8-й, хоча до цього переміг чинного чемпіона світу, Ніла Робертсона. У Глазго Пітер дійшов до півфіналу, програвши О'Саллівану 1: 3, але повернувся до топ-16 (№ 13) за підсумками першого перерахунку рейтингу.
У листопаді 2010 року Пітер, якому на той час було 40 років, взяв участь у чемпіонаті світу серед ветеранів, але програв у першому раунді. На рейтинговому чемпіонаті Британії він також поступився у стартовому матчі. На Мастерс 2011 Пітер, як і минулого року, вийшов до чвертьфіналу, але потім знову програв, причому з рахунком 0: 6.
В інших турнірах сезону найкращим результатом Ебдона став чвертьфінал China Open (в матчі за вихід до півфіналу він поступився Джадду Трампу). На чемпіонаті світу Пітер втретє поспіль зазнав поразки у стартовому матчі — цього разу від Стюарта Бінема, 8:10. За підсумками сезону він посів 13-е місце в рейтингу.

### Сезон 2011/2012

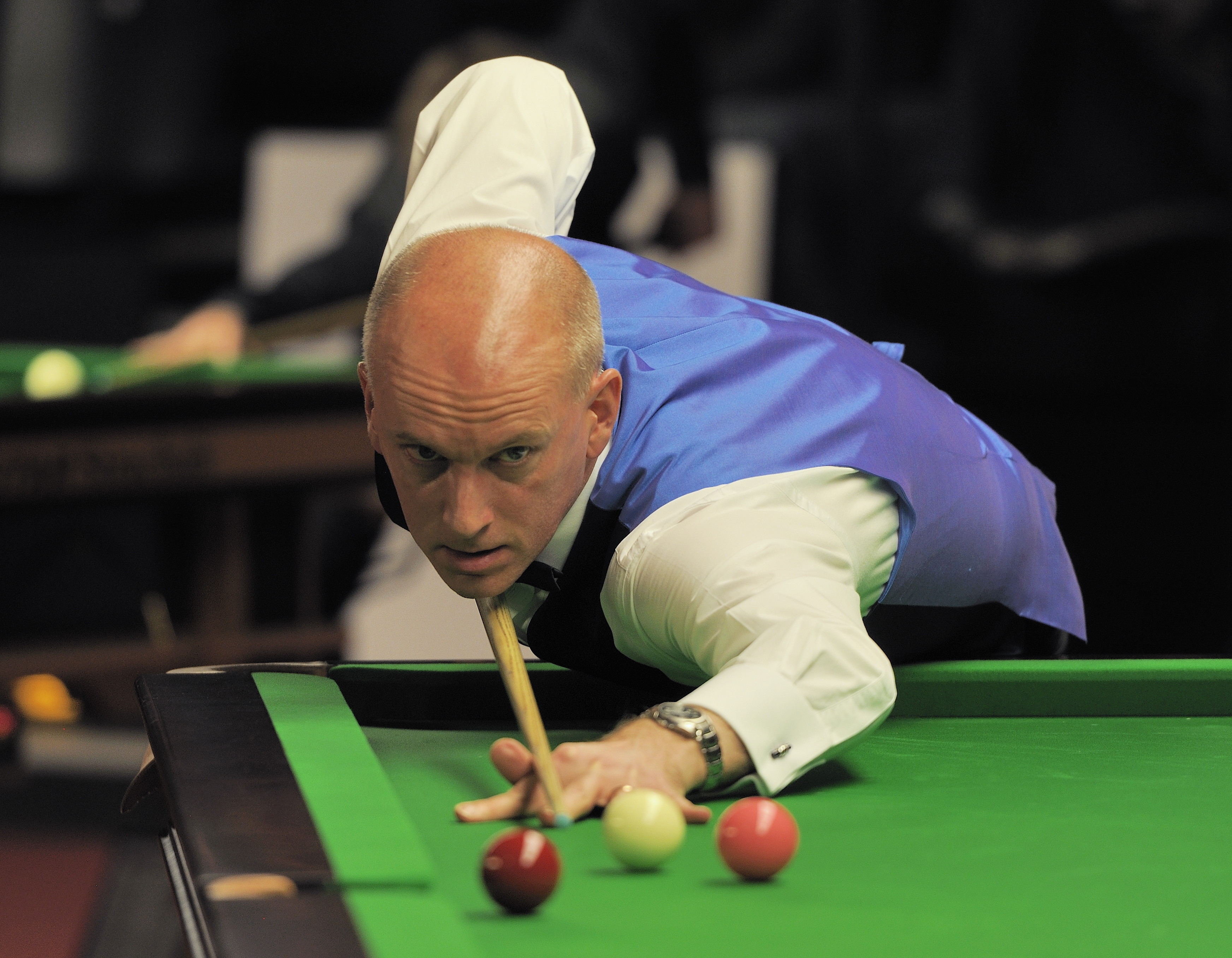
Peter Ebdon, 2014

Сезон 2011/2012 Пітер розпочав невдало. Він програв у перших раундах Australian Goldfields Open і Shanghai Masters. Після цих двох турнірів він вилетів з топ-16. Також він не зміг пробитися до 1-го раунду UK Championship програвши у відбірковому раунді Роберту Мілкінсу 3-6. На змаганнях German Masters і Welsh Open він проходив відбір, але програвав в 1-му раунді. Він дуже погано виступив на змаганнях PTC, де виграв лише 4 матчі за всі 12 турнірів. У березні він займав всього 28-е місце в рейтингу.
Однак на China Open у кваліфікації він виграв у Ляна Веньбо, в першому раунді здобув перемогу над Меттью Стівенсом 5-3. Потім, програючи Гіггінсу 1-3 він зробив камбек, вигравши 5-4. в 1/4 фіналу він виграв у Ніла Робертсона 5-3 й у місцевого гравця Діна Цзюньхуея 6-3. у фіналі він грав зі Стівеном Магуером. Першу сесію Ебдон виграв 5-1. Ця сесія була скорочена на 3 фрейми через дуже довгу гру. Друга сесія була дуже напружена. Магуайр виграв 7 наступних фреймів з 10 і рахунок став 8-8. Однак, попри те, що в Китаї вже настала ніч, гравці продовжували грати. У вирішальному фреймі Ебдон зміг виграти та здобути першу перемогу в сезоні. В останньому турнірі, на Чемпіонаті світу у кваліфікації Ебдон впевнено виграв у Елфі Бердена 10-0, однак у першому раунді він програв майбутньому чемпіону світу Ронні О'Саллівану. За підсумками сезону він посів 20-е місце в рейтингу.

## Інтереси та захоплення крім снукера
Пітер Ебдон захоплюється психологією, любить слухати класичну музику та грати на піаніно. Поміж інших його інтересів — розведення скакових коней, плавання (за словами Ебдона, він пропливає милю в день і любить здійснювати пробіжки по Дубаю для підтримки своєї ігрової форми), гра в гольф і спів. Ебдон записав два сингли, один з них — кавер-версія пісні Девіда Кессіді «Я клоун» (1996). Пітер каже, що є прихильником ідей книги відомого психолога Наполеона Хілла «Думай та багатій». Він навіть відвідав школу, в якій навчався, і подарував по копії цього видання всім 116 учням.
Пітер Ебдон заявляв, що головною метою його життя є самовдосконалення, причому не настільки ігрове, наскільки духовне. Він каже, що завжди намагається ставити перед собою певну мету, оскільки без цього прожити складно. Ебдон часто слухає виступи ще одного американського психолога, Зіга Зиглара, щоб «почати день на позитивній ноті».
За словами самого Пітера, найкраща подія в його особистому житті — народження дітей, а в спортивній кар'єрі — перемога на чемпіонаті світу 2002 року. Своїм найгіршим виступом на професійних турнірах він вважає початок фінального матчу світової першості 2006 проти Грема Дотта.
Серед своїх улюблених фільмів Пітер Ебдон називає Втечу з Шоушенка та Короля Лева; улюблений актор — Роберт де Ніро. Пітер також говорить, що є шанувальником групи Queen, а його улюблена пісня — «Come What May». Також, за словами Пітера, він віддає перевагу італійській кухні та любить червоне вино. Відпочинок він проводить у Дубаї, а у Великій Британії його улюбленим місцем є містечко Рашден, неподалік від рідного Кеттеринга. Стосовно снукерних арен, то, звісно, найбільше йому подобається Театр Крусібл — місце проведення чемпіонату світу. За словами Ебдона, його улюбленими спортсменами є Пола Редкліфф і Джо Кальзаге.

## Відносини з пресою
Пітер Ебдон порівняно часто дає інтерв'ю та регулярно відвідує післяматчеві прес-конференції, причому впродовж всієї кар'єри Пітера не було помічено жодного великого конфлікту з журналістами. Лише 2002 року, коли проходило голосування за зняття повноважень з чинного керівництва World Snooker, він висловився за збереження колишнього складу організації, а потім, коли його припущення підтвердилося, Ебдон виступив з відвертою критикою на адресу деяких ЗМІ за публікації неправдивих відомостей. Зокрема, він заявив: «Насамперед, я повинен сказати, що в пресі було багато нісенітниці. Безліч упереджених статей. Виникає питання: кому це вигідно? Хтось заробляє на цьому смітті та нісенітницях».
В одному зі своїх недавніх інтерв'ю з приводу «підозрілої» поразки від Ляна Веньбо 2008 року він також достатньо різко висловився про одного з журналістів:

Всій ситуації (тобто, розслідуванню) точно не пішли на користь дії одного дуже старанного журналіста, який доклав величезних зусиль, щоб нарити матеріал, і перейшов усі можливі межі у своїх спробах змусити повірити в цю справу проти мене. Справи насправді не було — і це було доведено. Все це пішло лише на шкоду снукеру.

Пітер Ебдон, як професійний снукерист та колишній член ради директорів WPBSA, часто дає свою оцінку тому що відбувається в грі. 2009 року він заявив, що засмучений тим, як тоді ще чинного голову організації Родні Уокера зняли з його посади. А навесні 2010 року, перед тим, як відбулося голосування за подальші плани розвитку снукера, Ебдон висловився категорично проти плану Баррі Хірна:

Баррі Хирн активно взявся за роботу. Він хоче організувати однофреймовий турнір та турнір з матчами до трьох перемог. Це щось нове, але, як гравцю, мені здається, що це повна нісенітниця, ми могли б грати в орлянку.

Пітер Ебдон одного разу сказав, що через свою посаду в асоціації World Snooker він отримує чимало критики з боку мас-медіа, хоча сам він працює там лише заради своєї любові до гри і бажання просувати її вперед:

Я працюю в WPBSA саме для того, щоб дати щось грі. Я люблю снукер і дбаю про його майбутнє. В принципі, невдячна це справа — працювати в керівництві снукера. Я постійно чую слова критики від інших гравців і ЗМІ, але я дуже хочу, щоб кожний звернув увагу на цю проблему, і ми всі змогли б бути частиною цього великого та важливого процесу.

## Стиль гри
На початку професійної кар'єри Ебдон грав в атакувальний снукер, але потім різко змінив стиль, приділивши значну увагу тактичній і оборонній грі. З 2006 року Пітер знов змінив свій стиль гри, і тепер застосовує як ризиковану атаку, так і відіграші. Варто зазначити, що Ебдон має дуже стійкий характер, і завдяки цьому вигравав багато «безнадійних» матчів. Яскравий приклад характеру та стилю гри Пітера — матч з О'Салліваном на чемпіонаті світу 2005 року. Тоді він, програючи 2: 8 і 6:10, все ж виграв матч з рахунком 13:11. Після матчу Ронні висловив своє невдоволення тим, як Ебдон здобув цю перемогу, назвавши гру в його виконанні «антиснукером». Зокрема, в одному з фреймів Пітер витратив на серію з 12 очок цілих 5 хвилин. Газета Таймс назвала таку гру «шахрайством», за що пізніше Ебдон подав позов на представників видання, але компенсації не домігся.
Попри те, що Пітер вважається одним з найбільш стриманих снукеристів, кілька разів він дуже яскраво проявляв свої емоції. Наприклад, на чемпіонаті світу 2001 року, після гри зі Стівеном Лі в 1/8 фіналу Пітер видав гучний переможний клич, а після перемоги над Марко Фу в півфіналі ЧС-2006 він плакав від радості; в першому матчі чемпіонату світу 2008 року під час вирішального фрейму Ебдон після невдалого удару ліг на підлогу та пролежав так достатньо тривалий час.
Оскільки Пітер Ебдон страждає легкою формою дальтонізму, він не може чітко відрізнити червону кулю від коричневої, і тому іноді звертається за допомогою до рефері. Одного разу стався казус: Ебдон відправив у лузу коричневий, хоча думав, що забив червоний. За це його було оштрафовано на стандартні 4 очки.
Пітер Ебдон грає правою рукою.

## Досягнення в кар'єрі
За свою професійну кар'єру Пітер Ебдон один раз виграв головний турнір у снукері — чемпіонат світу (2002 рік). Також він був переможцем на таких важливих змаганнях, як чемпіонат Великої Британії (2006) і Гран-прі (1993). Єдиний великий та престижний турнір, який дотепер не підкорився йому — Мастерс. Найкращими виступами Ебдона на Мастерс залишаються півфінали 1995 та 2005 років . Протягом 16 років поспіль (від 1994 до 2010, з маленькою перервою в 2010) він входить до Топ-16, що є показником його стабільно високих результатів.
Пітеру належить безліч інших примітних досягнень — він став лише другим снукеристом в історії, який зробив два максимальних брейки в рамках професійних турнірів; йому першому вдалося зробити 4 сенчурі-брейки в матчі до 5 перемог (6 вересня 1992, кваліфікація на European Open). Пітер є одним з дев'яти гравців, котрі здобували перемоги і на чемпіонаті світу, і на чемпіонаті Великої Британії (першому та другому за значущістю турнірах відповідно). За загальною кількістю перемог на рейтингових змаганнях він посідає 8 місце, а за кількістю сенчурі — на 6-му (за всю історію гри). За свою професійну кар'єру Ебдон заробив уже більш ніж 3 мільйони фунтів стерлінгів призових.

### Нагороди
- Найкращий новачок року за версією WPBSA — 1992
- Найкращий гравець року за версією WPBSA — 2002

### Професійні турніри

#### Рейтингові турніри
| Легенда                          |
| Чемпіонат світу (1-2)            |
| Чемпіонат Великої Британії (1-1) |
| Інші рейтингові турніри (7-4)    |

| Результат  | '№ ' | Рік  | 'Турнір '                  | Суперник у фіналі | 'Рахунок ' |
| Переможець | 1.   | 1993 | Гран-прі                   | Кен Доерті        | 9:6        |
| Фіналіст   | 1.   | 1994 | Dubai Classic              | Алан Макманус     | 6:9        |
| Фіналіст   | 2.   | 1995 | Чемпіонат Великої Британії | Стівен Хендрі     | 3:10       |
| Фіналіст   | 3.   | 1996 | European Open              | Джон Перрот       | 7:9        |
| Фіналіст   | 4.   | 1996 | Чемпіонат світу            | Стівен Хендрі     | 12:18      |
| Переможець | 2.   | 1997 | Thailand Open              | Найджел Бонд      | 9:7        |
| Фіналіст   | 5.   | 1999 | British Open               | Стівен Хендрі     | 5:9        |
| Переможець | 3.   | 2000 | British Open               | Джиммі Вайт       | 9:6        |
| Переможець | 4.   | 2001 | Scottish Open              | Кен Доерті        | 9:7        |
| Фіналіст   | 6.   | 2001 | LG Cup                     | Стівен Лі         | 4:9        |
| Переможець | 5.   | 2002 | Чемпіонат світу            | Стівен Хендрі     | 18:17      |
| Переможець | 6.   | 2004 | Irish Masters              | Марк Кінг         | 10:7       |
| Фіналіст   | 7.   | 2006 | Чемпіонат світу            | Грем Дотт         | 14:18      |
| Переможець | 7.   | 2006 | Чемпіонат Великої Британії | Стівен Хендрі     | 10:6       |
| Переможець | 8.   | 2009 | China Open                 | Джон Хіггінс      | 10:8       |
| Переможець | 9.   | 2012 | China Open                 | Стівен Магуайр    | 10:9       |

#### нерейтингові турніри
| Результат  | '№ ' | 'Рік ' | Турнір               | 'Суперник у фіналі ' | Рахунок |
| Переможець | 1.   | 1995   | Irish Masters        | Стівен Хендрі        | 9:8     |
| Переможець | 2.   | 1995   | Pontins Professional | Кен Доерті           | 9:8     |
| Фіналіст   | 1.   | 2002   | Irish Masters        | Джон Хіггінс         | 3:10    |
| Переможець | 3.   | 1995   | Гран-прі Мальти      | Джон Хіггінс         | 7:4     |
| Переможець | 4.   | 1996   | Scottish Masters     | Алан Макманус        | 9:6     |

### Юніорські та аматорські турніри
- IBSF World Under-21 Championship переможець — 1990
- Rothmans Amateur Championship чемпіон — 1990
- Pontins Open чемпіон — 1989

### Статистика виступів
Нижче представлена статистика виступів Пітера Ебдона у фінальних стадіях трьох основних турнірів сезону — чемпіонаті світу, чемпіонаті Великої Британії та Мастерс.
| Легенда | Легенда                    | Легенда | Легенда          |
| ------- | -------------------------- | ------- | ---------------- |
| —       | не грав у фінальній стадії | #Р      | вибув у # раунді |
| 1/4     | чвертьфінал                | 1/2     | півфінал         |
| Ф       | фіналіст                   | П       | переможець       |

| Роки    | 1991 | 1992 | 1993 | 1994 | 1995 | 1996 | 1997 | 1998 | 1999 | 2000 | 2001 | 2002 | 2003 | 2004 | 2005 | 2006 | 2007 | 2008 | 2009 | 2010 | 2011 | 2012 |  |
| ------- | ---- | ---- | ---- | ---- | ---- | ---- | ---- | ---- | ---- | ---- | ---- | ---- | ---- | ---- | ---- | ---- | ---- | ---- | ---- | ---- | ---- | ---- |  |
| ЧС      |      | 1/4  | 1Р   | 1Р   | 1/4  | Ф    | 1Р   | 1/4  | 1Р   | 1Р   | 1/4  | П    | 1/4  | 1Р   | 1/2  | Ф    | 2Р   | 1/4  | 1Р   | 1Р   | 1Р   |      |  |
| ЧВ      | —    | —    | —    | 1/2  | Ф    | 1Р   | 2Р   | 1Р   | 1Р   | 2Р   | 1/4  | 1/2  | 2Р   | 2Р   | 2Р   | П    | 1Р   | 2Р   | 2Р   | 1Р   | —    |      |  |
| Мастерс |      | —    | —    | 1/4  | 1/2  | 1Р   | 1/4  | 1Р   | 1Р   | 1Р   | 1/4  | 1/4  | 1Р   | 1/4  | 1/2  | 1/4  | 1Р   | 1/4  | 1Р   | 1/4  | 1/4  | —    |  |

## Місця в світовому рейтингу
| Сезон | Місце | різниця |
| --- | ----- | ------- |
| 1991/92 | Дебют | Дебют   |
| 1992/93 | 47    | —       |
| 1993/94 | 21    | ↑ 26    |
| 1994/95 | 10    | ↑ 11    |
| 1995/96 | 10    | → 0     |
| 1996/97 | 3     | ↑ 7     |
| 1997/98 | 5     | ↓ 2     |
| 1998/99 | 7     | ↓ 2     |
| 1999/00 | 13    | ↓ 6     |
| 2000/01 | 12    | ↑ 1     |
| 2001/02 | 7     | ↑ 5     |
| 2002/03 | 3     | ↑ 4     |
| . З 2006 року Пітер знову змінив свій стиль гри, і тепер застосовує як ризиковану атаку, так і відіграші 2003/04 | 7     | ↓ 4     |
| 2004/05 | 8     | ↓ 1     |
| 2005/06 | 7     | ↑ 1     |
| 2006/07 | 7     | → 0     |
| 2007/08 | 6     | ↑ 1     |
| 2008/09 | 9     | ↓ 3     |
| 2009/10 | 14    | ↓ 5     |
| 2010/11 | 18    | ↓ 4     |
| 2010/11. 1-й перерахунок                                                                                         | 13    | ↑ 5     |
| 2010/11. 2-й перерахунок                                                                                         | 12    | ↑ 1     |
| 2010/11. 3-й перерахунок                                                                                         | 12    | → 0     |
| 2011/12 | 13    | ↓ 1     |
| 2011/12. 1-й перерахунок                                                                                         | 19    | ↓ 6     |
| 2011/12. 2-й перерахунок                                                                                         | 29    | ↓ 10    |
| 2011/12. 3-й перерахунок                                                                                         | 26    | ↑ 3     |